# Distretto di Orhaneli
Il distretto di Orhaneli (in turco Orhaneli ilçesi) è una città e uno dei distretti della provincia di Bursa, in Turchia. Esso è anche un distretto della Büyükşehir belediyesi (comune metropolitano/provincia metropolitana) di Bursa, creato nel 1986. 

## Geografia fisica
Il distretto si trova nella parte meridionale della provincia. Confina con Mustafakemalpaşa a ovest, Nilüfer e Osmangazi a nord, Keles a est, Harmancık a sud-est e Büyükorhan a sud-ovest. La città si trova a circa 35 chilometri a sud del centro di Bursa. 
L'Orhaneli Çayı (noto anche come Kocasu) scorre a nord della città del distretto e confluisce nell'Aliova Çayı più a ovest. L'Orhaneli Çayı è arginato nella parte occidentale del distretto per formare il serbatoio della di diga di Çınarcık (in turco Çınarcık Barajı).

## Nomi
I nomi precedenti del villaggio erano Adırnas (fino al 1928), Atranos o Adranos e, in epoca bizantina, Adraneia o Adrianoi. L'anno 1888 raffigurato sul sigillo della città si riferisce probabilmente all'anno in cui è stata elevata a comune (in turco belediye/belde).

## Storia
Dal 1867 al 1922, Orhaneli (allora chiamato Adranos) ha fatto parte del vilayet di Hüdavendigâr.